# 圣雅各布福
圣雅各布福（匈牙利語：Szentjakabfa）是匈牙利维斯普雷姆州所辖的一个村，总面积5.76平方公里，总人口108，人口密度18.8人/平方公里（2010年1月1日）。